# Brachyopa bicolor
Brachyopa bicolor  es una especie de sírfido. Se distribuye por el paleártico en Eurasia.